# Pieptani
Pieptani – wieś w Rumunii, w okręgu Gorj, w gminie Câlnic. W 2011 roku liczyła 212 mieszkańców.